# Mariä Himmelfahrt (Bosen)

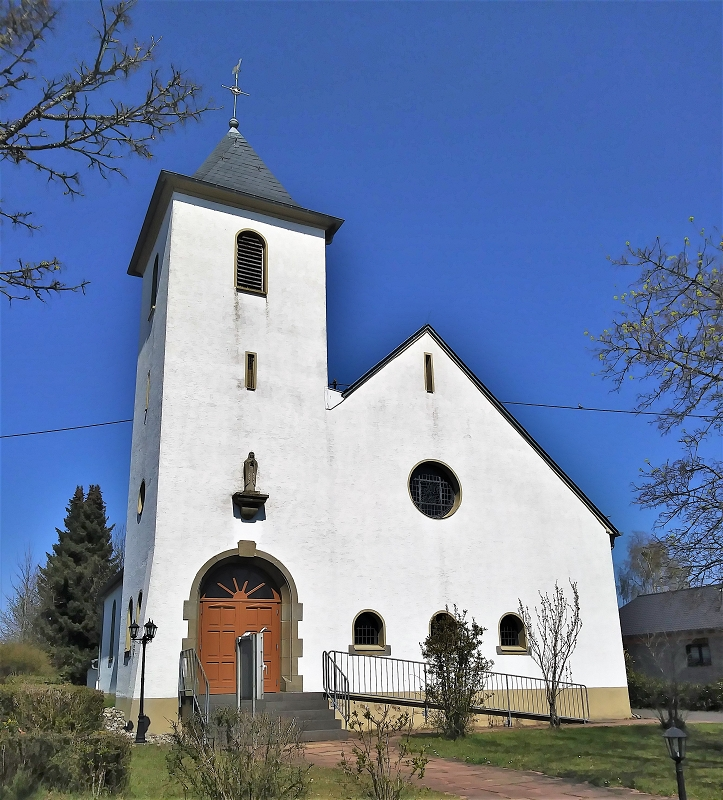
Katholische Filialkirche Mariä Himmelfahrt in Bosen

Die Kirche Mariä Himmelfahrt ist eine römisch-katholische Filialkirche des Bistums Trier im saarländischen Bosen. Sie gehört zur Pfarrei St. Martin in Neunkirchen (Nahe).

## Geschichte
Die Kirche wurde nach zweijähriger Bauzeit im Jahr 1950 eingeweiht.

## Baubeschreibung
Der schlichte einschiffige Kirchenbau besitzt einen seitlichen Kirchturm mit Pyramidendach. Im Innern deutet eine in der Mitte erhöhte und mit sichtbaren Querbalken ausgeführte Flachdecke eine Dreischiffigkeit an. Der Chorraum ist durch einen Rundbogen vom Kirchenschiff abgetrennt und schließt mit einer flachen Rückwand ab. Die Bleiglasfenster sind mit schlichten bunt getönten Scheiben ausgefüllt und im Rundbogenstil gehalten. Über der Orgelempore findet sich ein zentrales Rundfenster mit der bildlichen Darstellung der Heiligen Cäcilia, Patronin der Kirchenmusik.

## Ausstattung
Die heutigen Ausstattungsstücke Altar, Ambo und Tabernakel stammen ursprünglich aus der 2003 profanierten Kirche Heilig Geist auf dem Tholeyer Berg in St. Wendel.
Die Kirche besaß zudem nie eine Pfeifenorgel. Zur musikalischen Begleitung der Gottesdienste dient heute ein digitales Instrument.